# Erin Krakow
Erin Krakow, née le 5 septembre 1984 à Philadelphie, Pennsylvanie, États-Unis est une actrice américaine. Elle apparaît notamment dans la série télé American Wives (Army Wives) de la chaîne américaine Lifetime avant d'interpréter, en 2014, le personnage principal de la série américaine Le cœur a ses raisons (When Calls The Heart).

## Biographie
Erin Alisa Krakow est née à Philadelphie, Pennsylvanie, le 5 septembre 1984. Elle est diplômée de l'école des arts : Dreyfoos School of the Arts situé à West Palm Beach. A la Juilliard School à New York City elle étudie l'art dramatique, et entame sa carrière sur scène, avec notamment des rôles dans L'important d'être Constant, et George the Fourth. De 2010 à 2012, elle tient le rôle récurrent de la spécialiste Tanya Gabriel dans la série dramatique de la chaîne Lifetime Army Wives, jouant un médecin en Afghanistan, et plus tard en tant que Guest-Star sur Castle.
En 2014, Erin Krakow commence un rôle principal pour la chaîne télévisée Hallmark Channel avec sa série dramatique Le cœur a ses raisons (série télévisée, 2014). Elle y joue Elizabeth Thatcher, jeune et riche institutrice qui souhaite s'émanciper de sa famille et prouver qu'elle est assez forte pour vivre seule,. Ce rôle est d'abord joué par Poppy Drayton dans le téléfilm Le cœur a ses raisons : Le Journal d'une institutrice qui par la suite est poursuivi en tant que série télévisée. L'histoire est créée par Michael Landon Jr.. Erin Krakow joue aux côtés de Lori Loughlin, connue entre autres pour ses rôles dans Summerland ou La Fête à la maison, ainsi que Daniel Lissing qui joue un officier de la police montée.

## Filmographie
Liste des films, séries et téléfilms d'Erin Krakow.
| Année(s)     | Titre                                                  | Rôle                      | Apparition                  | Note                              |
| ------------ | ------------------------------------------------------ | ------------------------- | --------------------------- | --------------------------------- |
| 2010-2012    | American Wives                                         | Spécialiste Tanya Gabriel | Rôle récurrent, 18 épisodes | VF : Céline Ronté                 |
| 2013         | Castle                                                 | Julia Rogers              | Épisode Un choix cornélien  | VF : Jessica Monceau              |
| 2013         | Comment j'ai rencontré le prince charmant              | Samantha Hart             | Téléfilm                    |                                   |
| 2014-présent | Le cœur a ses raisons                                  | Elizabeth Tatcher         | Rôle principal              | VF : Audrey D'Hulstère (Belgique) |
| 2014         | Les cookies de Noël                                    | Christie Reynolds         | Téléfilm                    | VF : Audrey D'Hulstère (Belgique) |
| 2015         | NCIS : Los Angeles                                     | Emily Moore               | Épisode Double jeu          |                                   |
| 2016         | Good Girls Revolt                                      | Maureen                   | Épisode 2 The Folo          |                                   |
| 2016         | Un papa pour Noël                                      | Miranda Chester           | Téléfilm                    |                                   |
| 2017         | NCIS : Enquêtes spéciales                              | Elizabeth Dean            | Épisode Un pour tous...     | VF : Caroline Espargilière        |
| 2017         | Des révélations pour Noël                              | Miranda Chester           | Téléfilm                    |                                   |
| 2018         | Un mariage sous les flocons                            | Miranda Chester           | Téléfilm                    |                                   |
| 2019         | Coup de foudre à Big Mountain                          | Samantha Walker           | Téléfilm                    |                                   |
| 2019         | Raison, sentiments et bonshommes de neige              | Ella Dashwood             | Téléfilm                    |                                   |
| 2021         | Un amour inévitable                                    | Elizabeth                 | Téléfilm                    | VF : Céline Ronté                 |
| 2023         | The Wedding Cottage                                    | Vanessa Doyle             | Téléfilm                    |                                   |
| 2024         | Rendez-Vous Mystère Avec L'Amour(Blind Date Book Club) | Meg Tompkins              | Téléfilm                    |                                   |